# Slaveri i Cypern
Slaveri i Cypern syftar på förekomsten av slaveri på Cypern under historisk tid. 

## Historik

### Antiken och medeltiden
I slutet av antiken och större delen av medeltiden reglerades slaveri på Cypern i enlighet med lagarna kring slaveri i Romerska riket (58 f. Kr-395 e. Kr.) respektive slaveri i Bysantinska riket (395-1191). Slaveriet fasades ut i Bysantinska riket och hade blivit ett marginellt fenomen i slutet av denna tidsperiod. 
När Cypern erövrades av Osmanska riket 1571 tillfångatogs och såldes många cyprioter som slavar,  i enlighet med lagen om kafir av dar al-harb.

### Osmanska tiden
Under den osmanska tiden (1571-1878) bedrevs slaveri på Cypern i enlighet med den islamiska lagen om slaveri i Osmanska riket. Svarta slavar från Afrika var populära i Osmanska riket och det är bekräftat att slavar från Afrika importerades till Cypern under 1500- och 1600-talet.
Under perioden 1590-1640 uppges hälften av alla slavar på Cypern vara svarta afrikaner.
Manliga afrikanska slavar köptes för arbete i hushållet, jordbruket och byggnadsarbete och kvinnlig som husslavar och de förekom i alla samhällsklasser, men mindre hus kristna familjer än bland muslimer: 1842 exporterades 500 slavar vidare endast detta år, och 1845 uppges alla överklassfamiljer på ön ha ägt åtminstone två slavar.

### Upphörande
Slaveriet upphörde när ön blev brittisk 1878. Ättlingarna till afrikanska slavar utgör nu afrocyprioterna.